# Charles Leslie Richardson
Sir Charles Leslie Richardson, GCB, CBE, DSO (* 11. August 1908; † 7. Februar 1994 in Betchworth, Surrey, England) war ein britischer Offizier der British Army, der zuletzt als General von 1965 bis 1966 Generalquartiermeister des Heeres (Quartermaster-General to the Forces) sowie zwischen 1966 und 1971 Master-General of the Ordnance war. Im Anschluss bekleidete er von 1972 bis 1977 das Ehrenamt des Königlichen Chefingenieurs (Chief Royal Engineer) und war als solcher Leiter des Corps of Royal Engineers.

## Leben

### Offiziersausbildung und Zweiter Weltkrieg
Charles Leslie Richardson, Sohn von Oberstleutnant C. W. Richardson, begann nach dem Besuch der St Ronan’s School in Hawkhurst ein Studium am Clare College der University of Cambridge sowie eine Offiziersausbildung an der Royal Military Academy Woolwich. Nach deren Abschluss wurde er am 30. August 1928 als Leutnant (Second Lieutenant) in das Corps of Royal Engineers der British Army übernommen. In den folgenden Jahren fand er verschiedene Verwendungen und war unter anderem in Britisch-Indien stationiert. Am 30. August 1931 wurde er zum Oberleutnant (Lieutenant) sowie am 1. August 1938 zum Hauptmann (Captain) befördert.
Während des Zweiten Weltkrieges wurde er am 27. September 1941 Erster Generalstabsoffizier und war als solcher von 1942 bis zum 30. April 1943 bei der im Mittleren Osten eingesetzten Achten Armee (Eighth Army). Er war während dieser Zeit maßgeblich an den Planungen für die zweite Schlacht von El Alamein (23. Oktober bis 4. November 1942) und insbesondere der Operation Bertram beteiligt. Mit der Achten Armee wurde er am 1. Mai 1943 nach Italien verlegt und war dort bis zum 31. März 1944 Stabsabteilungsleiter im Generalstab. Für seine vorherigen Verdienste im Mittleren Osten wurde er am 1. Juni 1943 als Officer des Order of the British Empire (OBE) sowie als Companion des Distinguished Service Order (DSO) ausgezeichnet. Während dieser Zeit wurde ihm am 1. November 1943 der Kriegsdienstgrad eines Oberstleutnants (War Substantive Lieutenant-Colonel) verliehen. Nach einer Verwendung vom 1. April bis zum 21. Mai 1944 als Chef-Verbindungsoffizier, war er vom 22. Mai 1944 bis zum Abteilungsleiter für Planung im Generalstab der in Nordwesteuropa eingesetzten 21. Heeresgruppe (21st Army Group). Für seine militärischen Verdienste  in dieser Verwendung wurde er am 22. März sowie am 10. Mai 1945 im Kriegsbericht erwähnt (Mentioned in dispatches). Zudem wurde er am 15. März 1945 auch als Officer der US-amerikanischen Legion of Merit ausgezeichnet. Am 21. Juni 1945 wurde er schließlich für seine militärischen Leistungen im Zweiten Weltkrieg zum Commander des Order of the British Empire (CBE) erhoben.

### Nachkriegszeit
Nach Kriegsende war Oberstleutnant Charles Leslie Richardson, der auch Absolvent des Staff College Camberley war, zwischen dem 28. August und dem 23. Dezember 1945 zunächst stellvertretender Chef des Stabes eines Verbandes und fand im Anschluss vom 24. Dezember 1945 bis zum 7. Mai 1946 Verwendung als Leiter der Militärischen Abteilung der Britischen Kontrollkommission für Berlin. Danach war vom 1. August 1946 bis zum 27. Mai 1947 als Stabsabteilungsleiter im Kriegsministerium (War Office) eingesetzt und kehrte im Anschluss als Offizier der Rheinarmee BAOR (British Army of the Rhine) nach Deutschland zurück, ehe er vom 6. Mai 1948 bis zum 22. November 1950 Leiter der Abteilung Stabsdienste der Landstreitkräfte im Mittleren Osten (Middle East Land Forces). In dieser Verwendung erfolgte am 11. August 1949 seine formelle Beförderung zum Oberst (Colonel). Nach verschiedenen Stabsverwendungen war er zwischen Januar 1952 und April 1953 Leiter der Stabsabteilung für Quartiersangelegenheiten des Heereskommandos West (Western Command) sowie im Anschluss vom 18. Juni 1953 bis zum 15. Mai 1955 Kommandeur (Commanding Officer) der 61. Infanterietransportbrigade (61st Lorried Infantry Brigade). In dieser Verwendung erfolgte am 1. Januar 1955 seine Beförderung zum Brigadegeneral (Brigadier). Er absolvierte zudem das Imperial Defence College (IDC).
Am 18. Juni 1955 übernahm Brigadegeneral Richardson von Generalmajor Edwyn Cobb den Posten als Kommandant des Royal Military College of Science in Shrivenham, den er bis zu seiner Ablösung durch Generalmajor John Hackett am 15. Mai 1958 innehatte. Dort erfolgte am 24. April 1956 auch seine Beförderung zum Generalmajor (Major-General). Darüber hinaus wurde er am 13. Juni 1957 auch Companion des Order of the Bath (CB). Nachdem er vom 29. März 1958 bis zum 17. Februar 1960 Kommandeur des Militärbezirks Singapur (District Officer Commanding, Singapore District) war, fungierte er zwischen dem 7. Juli 1960 und dem 9. Februar 1961 als Direktor der Abteilung Waffenentwicklung (Director of Weapons and Development) im Kriegsministerium.

### Aufstieg zum General
Im Anschluss blieb Charles Leslie Richardson im Kriegsministerium und bekleidete vom 27. Februar 1961 bis zum 10. April 1963 den Posten als Generaldirektor für Militärische Ausbildung (Director-General of Military Training). Zugleich wurde er am 27. Februar 1961 zum Generalleutnant (Lieutenant-General) befördert sowie am 1. Januar 1962 zum Knight Commander des Order of the Bath (KCB) geschlagen, so dass er fortan den Namenszusatz „Sir“ führte. Im Anschluss löste er am 18. April 1963 Generalleutnant Charles Phibbs Jones als Oberkommandierender des Heereskommandos Nord (General Officer Commanding in Chief, Northern Command) ab und bekleidete diesen Posten bis zum 30. November 1964, woraufhin Generalleutnant Geoffrey Musson seine dortige Nachfolge antrat.
Daraufhin übernahm Richardson am 20. Januar 1965 von General Gerald Lathbury die Funktion als Generalquartiermeister des Heeres (Quartermaster-General to the Forces) und übte diese Verwendung bis zu seiner Ablösung durch General Alan Jolly am 25. September 1966 aus. Während dieser Zeit erfolgte am 21. September 1965 auch seine eigene Beförderung zum General. Zuletzt wurde er am 12. Dezember 1966 abermals Nachfolger von General Charles Phibbs Jones, und zwar dieses Mal als Master-General of the Ordnance. Er war damit für Artillerie, Ingenieurtruppen, Festungsanlagen, militärischen Bedarf, Transportwesen und Feldkrankenhäuser zuständig und verblieb auf diesem Posten bis zu seinem Eintritt in den Ruhestand am 6. April 1971, worauf General Noel Thomas sein Nachfolger wurde. Er wurde zudem am 1. Januar 1967 zum Knight Grand Cross des Order of the Bath (GCB) erhoben. In dieser Zeit bekleidete er zugleich vom 9. Januar 1967 bis zum 6. April 1971 den Posten des Aide-de-camp von Königin Elisabeth II. in Personalunion. Im Anschluss bekleidete er von 1972 bis 1977 das Ehrenamt des Königlichen Chefingenieurs (Chief Royal Engineer) und war als solcher Leiter des Corps of Royal Engineers.
Aus seiner 1947 geschlossenen Ehe mit Audrey Styles Jorgensen gingen ein Sohn und eine Tochter hervor. 